# 竹田麗央
竹田 麗央（たけだ りお、2003年4月2日 - ）は、日本の女性プロゴルファー。所属はヤマエグループホールディングス。叔母は平瀬真由美。史上初の初優勝したシーズンで7勝以上を達成。2024年JLPGA年間女王。

## 人物・来歴
熊本県合志市出身。合志市立南ヶ丘小学校→合志市立合志中学校→熊本国府高等学校卒業。母・哲子の影響で6歳でゴルフを始め、小学校年代では2015年の「熊本県小･中･高校ゴルフ大会」（男女混合競技）で3位に入賞。熊本国府高等学校に進学した後、高校1年次では「第39回九州ジュニアゴルフ選手権競技 15歳～17歳女子の部」で優勝。
2021年、高校3年次では地元熊本での「KKT杯バンテリンレディスオープン」に出場し、山下美夢有、古江彩佳、小祝さくらなどのトッププロを相手に臆することなくプレーし、4位に入賞。更にその年の秋に開催された「第54回日本女子オープンゴルフ選手権競技」では当時アマチュアであった川﨑春花、尾関彩美悠との争いを制してローアマチュアを獲得した。

## 経歴・履歴
2021年秋の日本女子プロゴルフ協会（JLPGA）プロテストでは日本女子オープンローアマチュアの特権で最終テストのみの出場となり、5位に入着して合格を果たした。2023年に初シード入り。

### 2024年シーズン
3月の「Vポイント×ENEOSゴルフトーナメント」で小祝さくら、鈴木愛と並んで首位で最終日最終組となり、鈴木が優勝した前週に続き同じペアリング。2週連続で最終日最終組が同じ顔触れとなるのはデータが残る2002年以降では初めて。2週続けて5位に終わった。同じく3月の「ヤマハレディースオープン葛城」では最終日に首位から出たが73とスコアを落とし、1打差の2位。
同年4月、地元熊本での「KKT杯バンテリンレディスオープン」では、最終日において3打差の3位から3バーディー、1ボギーの70で回り、通算7アンダーとし逆転で悲願のプロ初優勝。更に翌週「フジサンケイレディスクラシック」において最終日3打差の首位で出て6バーディー、2ボギーの67で回り通算12アンダーでツアー制度施行以降4人目の初優勝から2連続優勝を飾った。
同年5月、「ブリヂストンレディスオープン」では大会コース記録となる通算14アンダーの274で、3勝目を挙げ、初めて4日間大会を制した。その後、初メジャー挑戦となる「全米女子オープン」では3オーバーの9位タイでベスト10入りを果たす。
同年8月、「北海道Meijiカップ」で通算12アンダーの204で回り今季、通算ともに4勝目を挙げ、叔母の平瀬真由美が賞金女王になった1994年に挙げた年間4勝に並んだ。さらに同月、ゴルフの聖地スコットランド・セント・アンドリュース オールドコースでの「AIG女子オープン」に出場したその翌週に強行日程をものともせずに出場した「ゴルフ5レディス」では台風10号のため2日目がサスペンデッドとなり2日間36ホールに競技方式が変更された最終日で首位と1打差4位タイでからスタートし66をマーク、最終18番ホールでバーディーを奪って通算10アンダーでホールアウトし、後続の組も追いつけなかったことで優勝となり、シーズン5勝目となった。
同年9月、「日本女子プロゴルフ選手権大会」で大会記録に並ぶ通算19アンダーとして、同大会およびメジャー初制覇を4日間首位を守る完全優勝で飾る。今大会での日本人完全優勝は1972～1974年樋口久子、1979年岡本綾子以来、45年ぶり3人目となった。さらには2015年のイ・ボミ以来のシーズン2回目の2週連続優勝と1989年の小林浩美（現日本女子プロゴルフ協会会長）以来35年ぶりの初優勝からのシーズン6勝目となった。同月、「日本女子オープンゴルフ選手権競技」でも通算10アンダーで優勝し、史上初めて初優勝したシーズンで7勝に到達。また1968～71年、1974年、1976～77年の樋口久子、2019年の畑岡奈紗以来史上3人目の同一年日本タイトル2冠達成であった。そして日本女子オープン終了後に全米女子プロゴルフ協会（LPGA）参戦資格獲得予選会（Q-Series）に挑戦することを表明した。
10月の「スタンレー・レディースホンダ」では4位だったが、賞金720万円を加算してシーズン獲得賞金2億円に到達。出場25試合での達成は2015年のイ・ボミが記録した30試合を抜く史上最速記録となった。
10月31～11月3日にかけて行われた日米共催競技大会の「TOTOジャパンクラシック」で最終日、首位から3打差の4位でスタートし、一時は首位に立ったマリーナ・アレックスに3打差をつけられるも16番ホールのイーグルと最終ホールのバーディーでアレックスに追いつき、プレーオフに持ち込んだ。プレーオフでは共に譲らず2時間6ホールに及ぶ死闘となり、最後は6ホール目でバーディーを奪って勝負に決着をつけた。この結果、JLPGAツアーでシーズン8勝目、LPGAツアーで初優勝となったのみならず、優勝により挑戦を表明していたLPGAツアーメンバー登録資格を取得（2年シードを獲得）した。日米共催のため賞金がドルで用意され優勝賞金は30万ドル。大会終了翌日の月曜日のレートにより賞金は4542万9000円となり、シーズンの獲得賞金を2億5263万0016円として2022年に山下美夢有が記録した単一年での獲得賞金記録を更新したが、賞金女王には決定せず。
TOTOジャパンクラシック翌週の「伊藤園レディスゴルフトーナメント」ではあえなく予選落ちしたが、メルセデスポイントランキングで2位につけていた山下美夢有がこの大会で単独4位以下に終わり、残り試合全てに山下が優勝してもポイントを逆転できないため、竹田のメルセデスポイントランキング1位が確定、初の年間女王戴冠が決定し、同時に名誉タイトルとなった賞金女王の2冠を達成した。11月17日の「大王製紙エリエールレディース」は3位ではあったが、賞金650万円を加えて今季獲得額は2億5913万0016円に達し、2020-2021年に稲見萌寧が記録したシーズン最多額2億5519万2049円を更新した。

### 2025年シーズン
全米女子プロゴルフ協会（LPGA）ツアーに本格参戦となった2025年シーズンは、アメリカ合衆国本土デビュー戦となった「ヒルトン・グランド・バケーションズ・トーナメント・オブ・チャンピオンズ」（フロリダ州）では-11アンダーで8位に入り、いきなりトップ10入りとなった。そして3月9日、シーズン第5戦目の「ブルー・ベイ・LPGA」（中華人民共和国・海南島）では最終日に単独首位からスタートし、8バーディー・ノーボギーの64をマークし、通算17アンダーのスコアをマークし、2位のミンジー・リー（オーストラリア）に6打差をつける圧勝劇でLPGAツアー通算2勝目を挙げた。

## 人物
- 母（平瀬哲子）、叔母（1993年、1994年の賞金女王・平瀬真由美）がプロゴルファーという環境であり、母の影響でゴルフを始めた[6]。
- 父、兄、弟が野球選手であり、自身も野球好きを公言している。贔屓の球団は読売巨人軍[33]。贔屓の選手は坂本勇人（巨人軍）と山下舜平大（オリックス・バファローズ）[34]。
- 自身の名前「麗央」の由来は、父が経営するゴルフショップに来店したブラジル帰りの客が「リオのカーニバルは凄いんだぜ」と呟いた一言が印象に残ったからだという。なお、母は「さくら」と名付けたかったとのことである[35]。
- 神谷そら、川崎春花、桜井心那らと同じ2003年度生まれで「ダイヤモンド世代」と呼ばれる。
- 2024年7月、富士フイルムホールディングス株式会社とスポンサー契約を締結した[36][37]。

## プロ成績

### ツアー優勝

#### LPGA Tour（2）
| Legend                   |
| Major championships（0） |
| Other LPGA Tour（2）     |

| No. | Date                     | Tournament             | Winning score          | 2位との差  | 2位（タイ）          | 優勝賞金 ($) |
| --- | ------------------------ | ---------------------- | ---------------------- | ---------- | -------------------- | ------------ |
| 1   | 2024年10月31日 - 11月3日 | TOTOジャパンクラシック | −15（69-65-67=201）    | プレーオフ | マリーナ・アレックス |              |
| 2   | 2025年3月6日 - 3月9日    | ブルー・ベイ・LPGA     | −17（69-69-69-64=271） | 6打差      | ミンジー・リー       |              |

#### JLPGAツアー（8）
| 勝数         |
| メジャー (2) |
| ツアー (6)   |

| No. | Date                     | Tournament                            | スコア                  | 2位との差  | 2位（タイ）                  |
| --- | ------------------------ | ------------------------------------- | ----------------------- | ---------- | ---------------------------- |
| 1   | 2024年4月12日 - 14日     | KKT杯バンテリンレディスオープン       | −7（73-66-70=209）      | 2打差      | イ・ミニョン 鈴木愛 鶴岡果恋 |
| 2   | 2024年4月19日 - 21日     | フジサンケイレディスクラシック        | −12（67-67-67=201）     | 3打差      | 小林光希                     |
| 3   | 2024年5月16日 - 19日     | ブリヂストンレディスオープン          | −14（67-67-72-68=274）  | 2打差      | 河本結 山下美夢有            |
| 4   | 2024年8月2日 - 4日       | 北海道Meijiカップ                     | −12（68-70-66=204）     | 1打差      | 河本結                       |
| 5   | 2024年8月30日 - 9月1日   | ゴルフ5レディスプロゴルフトーナメント | −10（68-66=134）        | 1打差      | 山内日菜子                   |
| 6   | 2024年9月5日 - 8日       | 日本女子プロゴルフ選手権大会          | －19 （64-67-69-69=269) | 1打差      | 山下美夢有                   |
| 7   | 2024年9月26日 - 29日     | 日本女子オープンゴルフ選手権競技      | －10 （72-69-67-70=278) | 2打差      | 岩井明愛                     |
| 8   | 2024年10月31日 - 11月3日 | TOTOジャパンクラシック                | −15（69-65-67=201）     | プレーオフ | マリーナ・アレックス         |